# العلاقات الأمريكية السلوفينية
حافظت الولايات المتحدة على وجود رسمي في سلوفينيا منذ أوائل السبعينيات، عندما افتتحت وكالة الاستعلامات الأمريكية (يو إس آي إس) مكتبةً ومركزًا صحفيًا وثقافيًا أمريكيًا في ليوبليانا. عمل المركز الأمريكي منذ افتتاحه حتى عام 1992 على تطوير علاقات شعبية أوثق بين الولايات المتحدة وشعب جمهورية سلوفينيا الاشتراكية آنذاك، وهي جمهورية تأسيسية تتبع جمهورية يوغوسلافيا الاتحادية الاشتراكية. صوت الشعب السلوفيني في استفتاء عام في 23 ديسمبر 1990 لصالح الانفصال عن يوغوسلافيا الكبرى. أعلنت جمهورية سلوفينيا الجديدة رسميًا استقلالها عن جمهورية يوغوسلافيا الاتحادية في 25 يونيو 1991. بدأت حرب استمرت 10 أيام، قاومت خلالها القوات الإقليمية السلوفينية توغلات جيش يوغوسلافيا الشعبي. اعترفت الولايات المتحدة رسميًا بالجمهورية الجديدة في 7 أبريل عام 1992، وسعت إلى تطوير العلاقات الدبلوماسية مع الدولة الجديدة عبر افتتاح سفارة أمريكية جديدة في ليوبليانا في أغسطس 1992. بقي منصب السفير الأمريكي شاغرًا منذ رحيل يوسف غفاري في يناير 2009 حتى نوفمبر 2010، علمًا أن جوزيف إيه. موسوميلي شغل هذا المنصب منذ نوفمبر 2010 حتى 2015.
وفقًا لتقرير القيادة العالمية للولايات المتحدة لعام 2012، وافق 26% من السلوفينيين على القيادة الأمريكية، بينما رفضها 52% منهم واتخذ 22% منهم موقفًا غير مؤكد.
كانت ميلانيا ترامب المولودة في سلوفينيا السيدة الأولى للولايات المتحدة خلال رئاسة دونالد ترامب 2017-2021.

## الدبلوماسية والسياسة
تبادل رؤساء الدولتين السلوفينية والأمريكية زيارات عدة منذ استقلال سلوفينيا، بما فيها زيارة جورج دبليو. بوش في يونيو 2008 لحضور قمة الاتحاد الأوروبي-الولايات المتحدة خلال رئاسة سلوفينيا للاتحاد الأوروبي. عقد اجتماع على أعلى مستوى بين سلوفينيا والولايات المتحدة في براغ في أبريل 2010، عندما حضر رئيس الولايات المتحدة باراك أوباما ورئيس الوزراء السلوفيني بوروت باهور عشاءً رسميًا لزعماء وسط أوروبا وشرقها. لفت باهور الانتباه إلى الوضع الأمني في البوسنة والهرسك وأفغانستان وشكر الولايات المتحدة على دعمها المستمر لتعزيز الثقة بين قادة غرب البلقان.
نشرت شركة نيويورك تايمز الإعلامية في 28 نوفمبر 2010 معلومات حصل عليها موقع ويكيليكس تفيد بعرض المسؤولين الأمريكيين على سلوفينيا عام 2009 عقد لقاء مع باراك أوباما بشرط قبول الدولة السلوفينية أحد معتقلي غوانتانامو. وفقًا لصحيفة دير شبيغل، كشفت منظمة ويكيليكس عن 836 برقية دبلوماسية سرية من وزارة الخارجية الأمريكية ذُكرت فيها سلوفينيا، عقب حادثة تسرب البرقيات الدبلوماسية للولايات المتحدة في نوفمبر 2010؛ يعود تاريخ معظم البرقيات إلى الفترة بين عامي 2004 و2010. نشرت تابلو سوفتوير بيانات تبين وجود 947 برقية متعلقة بسلوفينيا. نفت وزارة الخارجية السلوفينية في 29 نوفمبر 2010 أي اشتراط من وزارة الخارجية لقبول معتقلي غوانتانامو وقالت إن البرقية التي تشير إلى الصفقة مجهولة لهم. أفادت وسائل الإعلام السلوفينية أن حكومة سلوفينيا ناقشت قبول معتقل واحد في غوانتانامو وأنها كانت في طور إعداد التشريع اللازم للسماح لها بقبول المعتقلين من غوانتانامو. صرح السفير موسوميلي بعدم وجود مساومة بين الدولتين.
بدأ رئيس الوزراء السلوفيني باهور زيارته للولايات المتحدة في 7 فبراير 2011؛ استمرت الزيارة ثلاثة أيام، التقى خلالها بالعديد من الديمقراطيين، من بينهم توم هاركين وجوزيف بايدن، وجمعه لقاء قصير مع الرئيس باراك أوباما في البيت الأبيض. يُذكر أنه التقى بالعديد من رجال الأعمال وألقى محاضرة في جامعة جونز هوبكنز حول العلاقات بين الولايات المتحدة والاتحاد الأوروبي. تناولت المحادثات مع السياسيين الأمريكيين التطور الاقتصادي في الولايات المتحدة وسلوفينيا. قيُّمت العلاقات الثنائية على أنها بناءة للغاية. رافق باهور وزير الخارجية السلوفيني صموئيل أوبوجار الذي حضر في 11 فبراير مناقشة مجلس الأمن التابع للأمم المتحدة حول حماية السلام والأمن الدوليين والتقى بالأمين العام للأمم المتحدة بان كي مون.

## مقارنة بين البلدين
هذه مقارنة عامة ومرجعية للدولتين:
| وجه المقارنة                                              | الولايات المتحدة                                                                                                  | سلوفينيا                                                      |
| --------------------------------------------------------- | --- | ------------------------------------------------------------- |
| المساحة (كم2)                                             | 9.83 مليون | 20.27 ألف                                                     |
| عدد السكان (نسمة)                                         | 311.58 مليون | 2.07 مليون                                                    |
| الكثافة السكانية (ن./كم²)                                 | 31.7 | 102.12                                                        |
| العاصمة                                                   | واشنطن العاصمة | ليوبليانا                                                     |
| اللغة الرسمية                                             | لغة إنجليزية | اللغة السلوفينية، اللغة الإيطالية، لغة مجرية                  |
| العملة                                                    | دولار أمريكي | يورو، تولار سلوفيني                                           |
| الناتج المحلي الإجمالي (بليون دولار)                      | 19.39 تريليون | 48.77 مليار                                                   |
| الناتج المحلي الإجمالي (تعادل القوة الشرائية) بليون دولار | 18.04 تريليون | 66.01 مليار                                                   |
| الناتج المحلي الإجمالي الاسمي للفرد دولار أمريكي          | 56.12 ألف | 20.73 ألف                                                     |
| الناتج المحلي الإجمالي للفرد دولار أمريكي                 | 54.63 ألف | 30.40 ألف                                                     |
| مؤشر التنمية البشرية                                      | 0.920 | 0.880                                                         |
| رمز المكالمات الدولي                                      | +1 | +386                                                          |
| رمز الإنترنت                                              | .us، حكومة، .mil، Edu.                                                                                            | .si                                                           |
| المنطقة الزمنية                                           | توقيت ساموا الأمريكية، توقيت أطلنطي موحد، منطقة زمنية وسطى، توقيت ألاسكا ‏، المنطقة الزمنية الجبلية، توقيت تشامرو ‏ | توقيت وسط أوروبا، ت ع م+01:00، ت ع م+02:00، أوروبا/ليوبليانا ‏ |

## مدن متوأمة
في ما يلي قائمة باتفاقيات التوأمة بين مدن أمريكية وسلوفينية:
- ترتبط روك سبرينغز مع شكوفجا لوكا باتفاقية توأمة.
- ترتبط كليفلاند مع ليوبليانا باتفاقية توأمة منذ 1975.
- ترتبط إنديانابوليس مع بيران باتفاقية توأمة منذ 1978.

## منظمات دولية مشتركة
يشترك البلدان في عضوية مجموعة من المنظمات الدولية، منها:
| علم المنظمة | اسم المنظمة                               | تاريخ انضمام الولايات المتحدة | تاريخ انضمام سلوفينيا |
| ----------- | ----------------------------------------- | ----------------------------- | --------------------- |
|             | وكالة ضمان الاستثمار متعدد الأطراف        | 12 أبريل 1988                 | 19 مارس 1993          |
|             | الاتحاد الدولي للاتصالات                  | 1 يوليو 1908                  | 16 يونيو 1992         |
|             | يونسكو                                    | 4 نوفمبر 1946                 | 27 مايو 1992          |
|             | الأمم المتحدة                             | 24 أكتوبر 1945                | 22 مايو 1992          |
|             | مؤسسة التمويل الدولية                     | 20 يوليو 1956                 | 25 فبراير 1993        |
|             | منظمة الشرطة الجنائية الدولية             | ?                             | ?                     |
|             | مركز تنسيق الحركة في أوروبا ‏              | ?                             | ?                     |
|             | الاتحاد البريدي العالمي                   | ?                             | ?                     |
|             | منظمة حظر الأسلحة الكيميائية              | ?                             | ?                     |
|             | Strategic Airlift Capability ‏             | ?                             | ?                     |
|             | اتفاقية السماوات المفتوحة                 | ?                             | ?                     |
|             | منظمة التجارة العالمية                    | ?                             | ?                     |
|             | منظمة الأمن والتعاون في أوروبا            | 25 يونيو 1973                 | 24 مارس 1992          |
|             | مجموعة الموردين النوويين                  | ?                             | ?                     |
|             | منظمة التعاون الاقتصادي والتنمية          | ?                             | ?                     |
|             | المركز الدولي لتسوية المنازعات الاستشارية | 14 أكتوبر 1966                | 6 أبريل 1994          |
|             | البنك الدولي للإنشاء والتعمير             | 27 ديسمبر 1945                | 25 فبراير 1993        |
|             | مؤسسة التنمية الدولية                     | 24 سبتمبر 1960                | 25 فبراير 1993        |
|             | حلف شمال الأطلسي                          | 4 أبريل 1949                  | 29 مارس 2004          |
|             | المنظمة الهيدروغرافية الدولية             | ?                             | ?                     |
|             | مجموعة أستراليا                           | 1985                          | 2004                  |
|             | الفريق المعني برصد الأرض                  | ?                             | ?                     |

## أعلام
هذه قائمة لبعض الشخصيات التي تربطها علاقات بالبلدين:
- ميلانيا ترامب (زوجة الرئيس الأمريكي دونالد ترامب والسيدة الأولى للولايات المتحدة الأمريكية (2017-...)، 26 أبريل 1970[31][32] – )

## وصلات خارجية
- موقع وزارة الخارجية الأمريكية
- موقع وزارة الخارجية السلوفينية